# Kalapooian
Kalapooian (Kalapuyan), porodica sjevernoameričkih indijanskih jezika koji su bili rašireni oko rijeke Willamette u Oregonu. Porodica Kalapooian dobila je ime po glavnom plemenu Kalapooia ili Calapooya, a klasificira se se u Veliku porodicu Penutian. Jezici su nestali, a nešto preživjelih pripadnika služi se engleskim jezikom. 
Plemena: 
- Ahantchuyuk, povijesne su mu varijante nazivi Hanchoiks i Hanshoke. Lokalni nazivi: French Prairie Indians i Pudding River Indians.
- Atfalati, ili Tualatin su u povijesti označavani i kao Faladin, Fallatrahs, Follaties, Tualati, Tualaty, Tuhwalati, Twalaty i kao Wapato i Wapato Lake Indians.
- Calapooya,
- Chelamela, Nazivani su i Lamali, La-malle, Long Tom River i u ranija vremena bili su poznati kao Lum Tumbles (Spalding, 1853), Long-tongue-buff (Ross, 1849), Laptambif (Hodge, 1910)
- Chemapho, Maddy Band, Muddy Creek
- Chepenafa, Mary's River, Marysville, Chep-en-a-pho i Pineifu.
- Luckiamute, Lakmiut, Che-luk-i-ma-uke, Lakmayuk, Lakmiuk, Luckamukes, Luckamutes, Luckmiute, i Luk-a-mai-yuk.
- Mohawk River, Peeyou (Ross, 1849)
- Santiam, Ahalpam, Santainas, Santaims.
- Tsanchifin, označeni su kao Chafan u daytonskom ugovoru (1855) i Lower McLenzie.[1]
- Tsankupi, varijante su mu Coupé i Tekopa
- Winnefelly, su možda pleme poznato i kao Ampishtna.
- Yamel, označavani i kao Yamhill, Yamhelas, Yamil, Yamstills, i Si-yam-il.
- Yoncalla. Oni su nazivani i Umpqua Kalapuya, Ayankēld, Yamkallie, Yangoler, Yoncolla, i Jamkallie.

Hodge kao slabije poznate skupine koje nisu točno identificirane navodi: Chemapho, Chemeketas, Chillychandize, Laptambif, Leelahs, Leeshtelosh, Peeyou, Shehees, Shookany i Winnefelly.

## Jezik
Kalapuya [kyl].

## Vanjske poveznice
- Ethnologue (14th)
- Ethnologue (15th)
- Kalapooian Indian Tribes  Arhivirana inačica izvorne stranice od 25. travnja 2006. (Wayback Machine)
- Kalapooian Family
- Kalapuyan